# Horts de Rastanyó
Els Horts de Rastanyó és un petit conjunt d'horts del terme municipal de Conca de Dalt, a l'antic terme de Toralla i Serradell, al Pallars Jussà, en territori que havia estat del poble de Serradell.
Està situat a prop i a ponent de Serradell, a l'esquerra del barranc de Rastanyó, a l'extrem de ponent de la Costa.